# Harry Woolf (Historiker)
Harry Woolf (* 12. August 1923 in New York City; † 6. Januar 2003 in Princeton) war ein US-amerikanischer Wissenschaftshistoriker und von 1976 bis 1987 Direktor des Institute for Advanced Study.
Woolf studierte Mathematik, Physik und Geschichte an der University of Chicago mit dem Bachelor-Abschluss 1948 und dem Master-Abschluss 1949. 1955 wurde er an der Cornell University in Wissenschaftsgeschichte promoviert. Danach war er an der Boston University, der Brandeis University und der University of Washington tätig, bevor er 1961 Professor für Wissenschaftsgeschichte an der Johns Hopkins University wurde (Willis K. Shepard Professor). Er war dort 1961 bis 1972 Vorstand seiner Fakultät und 1972 bis 1976 Provost. Danach war er bis 1987 Direktor des Institute for Advanced Study. Er konnte während seiner Zeit als Direktor die Mittel des Instituts mehr als verdreifachen und das Institut erheblich ausbauen. 1994 wurde er emeritiert.
Er war Gastprofessor in Indien und mehreren westafrikanischen Ländern und schrieb ein Buch über die Geschichte der Venustransits und war Mitherausgeber des Dictionary of Scientific Biography. 1958 bis 1961 war er Herausgeber der Zeitschrift ISIS. 1990 erhielt er einen Humboldt-Forschungspreis. Er war Fellow der American Philosophical Society und der American Academy of Arts and Sciences.
Woolf war verheiratet und hatte drei Töchter und zwei Söhne.

## Schriften
- Transits of Venus. A study of eighteenth-century science. 1959. (Neuauflage, Arno Press, New York 1981.)
- als Hg.: Quantification. A History of the Meaning of Measurement in the Natural and Social Sciences. Indianapolis 1961.
- als Hg.: Some strangeness in proportion. A centennial symposium to celebrate the achievements of Albert Einstein. Addison-Wesley 1980.